# La bella (Ticià)
La Bella és un quadre del pintor venecià Ticià. Està realitzat en oli sobre llenç, i va ser pintat cap al 1536, trobant-se actualment en el Palau Pitti, Galeria Palatina, a Florència, Itàlia.
Aquest és un retrat executat per Ticià en la seva època de maduresa. Representa a una bella dama desconeguda, amb una proporció ideal formal i una força expressiva natural, la qual cosa fa que pugui qualificar-se estilísticament encara dins de l'Alt Renaixement.
La composició és clara. L'animen fins desplaçaments rítmics a l'espai i en la superfície.
La Bella es discuteix com una altra alternativa del Retrat d'Isabel d'Este de Ticià existent al Museu d'Història de l'Art de Viena.